# Sandolândia
Sandolândia este un oraș în Tocantins (TO), Brazilia.